# Hoste (Slowakije)
Hoste (Hongaars: Kisgeszt) is een Slowaakse gemeente in de regio Trnava, en maakt deel uit van het district Galanta.
Hoste telt 504 inwoners.